# Легион «Кондор» (фильм)
Легион «Кондор» (нем.  Legion Condor) — пропагандистский художественный фильм Третьего Рейха с элементами документалистики, 1939 года режиссёра Карла Риттера, производства студии Universum Film AG.
Фильм не был закончен, так как съёмки начатые 9 августа 1939 года в Бабельсберге были прерваны из-за вторжения Германии в Польшу 1 сентября 1939 года. Кроме того, фильм нельзя было бы использовать на том этапе времени из-за недавно подписанного  Договора о ненападении между Германией и Советским Союзом. Для киностудии UFA незавершение фильма означало потерю около 5,5 миллионов рейхсмарок.

## Сюжет
Фильм посвящён добровольческому соединению военной авиации нацистской Германии Легиону Кондор, которое было отправлено для поддержки в испанской Гражданской войне националистов Франсиско Франко.
Воины «Легиона Кондор», обучали войска Франко во время гражданской войне в Испании 1936—1939 годов и сражались на их стороне против «мирового врага» большевизма.
Фильм прославляет участие «Легиона Кондор» и других нацистов люфтваффе во время бомбардировки города Герника в Испании.
Фильм является художественной версией документального фильма «В борьбе с мировым врагом» . Был показан во время бомбардировки города Герника.
В фильме снимались:
- Пауль Хартман — Командир лётчиков-истребителей
- Альберт Хен — лётчик-истребитель
- Фриц Камперс — оберфельдфебель Мебиус
- Йозеф Дамен — унтер-офицер
- Вилли Розе — унтер-офицер
- Отто Граф
- Карл Джон
- Вольфганг Штаудте
- Хайнц Вельцель
- Херберт А. Э. Бёме
- Марина фон Дитмар
- Эндрюс Энгельман

- Йозеф Геббельс написал о фильме в своем дневнике: «Ritters Legion Condor. Получилось очень хорошо. К сожалению, в настоящее время его нельзя использовать из-за сильной антибольшевистской направленности». После окончания Второй мировой войны фильм был отнесён к категории фильмов с ограниченным доступом из-за содержащейся в нём военной пропаганды .